# A.C. Salò
Associazione Calcio Salò là một câu lạc bộ bóng đá Ý có trụ sở tại Salò, Lombrady. Màu sắc của đội là trắng và xanh.
Vào mùa hè năm 2009, câu lạc bộ đã sáp nhập với AC Feralpi Lonato của Lonato del Garda, tạo thành Feralpisalò.

## Lịch sử
Câu lạc bộ được thành lập vào mùa hè năm 1985, với tên gọi là AC Salò Benaco và được đổi tên vào năm 2001, từ sự hợp nhất giữa hai câu lạc bộ của thành phố:
- AC Salò, được thành lập vào năm 1974 với tên FC Real Plaza Salò và được đổi tên vào năm 1979, từ Prima Cargetoria
- AC Benaco Salò, được thành lập vào năm 1963 với tên AC Benaco, trở thành AC Salò vào năm 1969 và được đổi tên vào năm 1974, từ Seconda Cargetoria.

Đội chơi ở Serie D và giành chiến thắng vào năm 2004 tại giải Eccellenza Lombardy và Coppa Italia Dilettanti, cho đến khi sáp nhập với AC Feralpi Lonato.

## Danh hiệu
- Coppa Italia Dilettanti
  - Chiến thắng: 2003